# Toccata (Prokófiev)
La Toccata en re menor, Op. 11, es una pieza para piano compuesta por Serguéi Prokófiev en 1912 y estrenada por el compositor en 10 de diciembre de 1916, en Petrogrado. Se trata de un desarrollo de la forma tocata, la cual ha sido utilizado por los compositores como Johann Sebastian Bach y Robert Schumann. Otros compositores de toccatas conocidas son Maurice Ravel, Dmitri Kabalevski y Aram Jachaturián.
Prokófiev Tocata comienza con una persistente repetición de la nota re, que se entrelazan entre la mano derecha (la que se reproduce la nota) y la mano izquierda (la que toca la misma nota, pero una octava grave). Después de un breve desarrollo, hay saltos cromáticos en la mano izquierda mientras que la mano derecha toca la repetición de una figuración. Las dos manos pronto cambian de posiciones, a pesar de que los saltos todavía continúan durante un tiempo.
Una serie de tresillos cromáticos partidos conduce hacia arriba hasta que una melodía descendiente (en la) con un acompañamiento de tercera cromática comienza, mientras la mano izquierda se mueve en sentido opuesto ascendente. Esto conduce de nuevo a la principal de repetición del 'tema' tras una pausa muy breve. Ambas manos tocan varias veces la figura repetida del comienzo, y de nuevo aparece la serie de terceras cromáticas. Esto lleva al esquema melódico descendiente de manera más violenta, pero esta vez en re, y el repetitivo 'tema' de la nota re vuelve a aparecer, esta vez alternando las octavas en ambas manos. La Tocata se ralentiza y se detiene temporalmente, una escala ascedente cromática que conduce a exhortaciones en octava, y termina con un glissando que termina en un re agudo.
Esta pieza en particular es una pieza de lucimiento extremadamente difícil que es muy popular entre los pianistas virtuosos y ha sido grabada por muchos. 